# Ванчо Михајлов
Ванчо Михајлов (Ново Село, код Штипа, 26. август 1896 – Рим, 5. септембар 1990) је био бугарски и македонски револуционар и вођа револуционарне организације ВМРО током међуратног периода, у Македонској области. Залагао се за стварање државе Македоније са главним градом Солуном, у којој би све националности и вероисповести биле једнаке, држава која би била створена по узору на Швајцарску о чему је он писао у својој брошури "Македонија - Швајцарска на Балкану". Током 1929. и 1930. године, Михајлов је остварио савезништво са хрватским усташама и лично пријатељство са њиховим вођом Антом Павелићем потписујући "Софијску декларацију" за заједничку борбу Хрвата и Македонаца у остваривању независних држава Хрватске и Македоније и њиховог одвајања од Краљевине Југославије. Био је један од организатора Марсељског атентата 1934. године у коме је живот изгубио југословенски краљ Александар Карађорђевић и француски министар спољних послова Луј Барту. У свом интервјуу из 1989. за бугарску новинарску групу која га је посетила нагласио је да се осећа као Бугарин из Македоније, изражавајући своја пробугарска осећања. Умро је 5. септембра 1990. године.